# New Zealand National Rugby Sevens Tournament 2005
New Zealand National Rugby Sevens Tournament 2005 – dwudziesta dziewiąta edycja New Zealand National Rugby Sevens Tournament, mistrzostw nowozelandzkich prowincji w rugby 7. Zawody odbyły się w dniach 15–16 stycznia 2005 roku w Queenstown.
Otago Rugby Football Union otrzymał prawa do organizacji turnieju w listopadzie 2004 roku. Z zawodów wycofał się zespół Marlborough, który został zastąpiony przez zaproszoną drużynę z Otago – Sassenachs. Szesnaście uczestniczących drużyn rywalizowało w pierwszym dniu systemem kołowym podzielone na cztery czterozespołowe grupy, po czym nastąpiła faza play-off rozegrana drugiego dnia. Dwie najlepsze drużyny z każdej grupy rywalizowały o końcowy triumf, natomiast pozostała ósemka o Bowl. Składy zespołów.
Wśród faworytów do zwycięstwa wymieniano drużyny Wellington, Bay of Plenty oraz obrońców tytułu, North Harbour. Po pierwszym dniu zawodów do grona faworytów dołączył zespół Auckland pod wodzą Erica Rusha, który ostatecznie zdobył pierwszy od 1991 roku tytuł mistrzowski. Najlepszym zawodnikiem turnieju został wybrany przedstawiciel triumfatorów, Amasio Valence, który wraz z Orene Aiʻi zdominował zawody.
Pomimo temperatur przekraczających trzydzieści stopni Celsjusza na trybunach w obu dniach zjawiło się 3500 widzów. Sponsorem turnieju był Pub Charity, zaś gościem honorowym Jonah Lomu.

## Faza grupowa

### Grupa A
| 15 stycznia 200511:40 | Bay of Plenty | 26:12 | Canterbury | Queenstown |
| 15 stycznia 200511:40 |               | 26:12 |            | Queenstown |

| 15 stycznia 200512:00 | North Harbour | 36:12 | Sassenachs | Queenstown |
| 15 stycznia 200512:00 |               | 36:12 |            | Queenstown |

| 15 stycznia 200515:00 | Bay of Plenty | 36:12 | Sassenachs | Queenstown |
| 15 stycznia 200515:00 |               | 36:12 |            | Queenstown |

| 15 stycznia 200515:20 | North Harbour | 33:12 | Canterbury | Queenstown |
| 15 stycznia 200515:20 |               | 33:12 |            | Queenstown |

| 15 stycznia 200517:40 | Canterbury | 27:10 | Sassenachs | Queenstown |
| 15 stycznia 200517:40 |            | 27:10 |            | Queenstown |

| 15 stycznia 200518:00 | North Harbour | 17:5 | Bay of Plenty | Queenstown |
| 15 stycznia 200518:00 |               | 17:5 |               | Queenstown |

### Grupa B
| 15 stycznia 200512:20 | Taranaki | 28:10 | Horowhenua-Kapiti | Queenstown |
| 15 stycznia 200512:20 |          | 28:10 |                   | Queenstown |

| 15 stycznia 200512:40 | Northland | 26:19 | Otago | Queenstown |
| 15 stycznia 200512:40 |           | 26:19 |       | Queenstown |

| 15 stycznia 200515:40 | Northland | 22:0 | Taranaki | Queenstown |
| 15 stycznia 200515:40 |           | 22:0 |          | Queenstown |

| 15 stycznia 200516:00 | Otago | 24:0 | Horowhenua-Kapiti | Queenstown |
| 15 stycznia 200516:00 |       | 24:0 |                   | Queenstown |

| 15 stycznia 200518:20 | Northland | 27:7 | Horowhenua-Kapiti | Queenstown |
| 15 stycznia 200518:20 |           | 27:7 |                   | Queenstown |

| 15 stycznia 200518:40 | Taranaki | 24:5 | Otago | Queenstown |
| 15 stycznia 200518:40 |          | 24:5 |       | Queenstown |

### Grupa C
| 15 stycznia 200510:20 | Wellington | 12:12 | Counties Manukau | Queenstown |
| 15 stycznia 200510:20 |            | 12:12 |                  | Queenstown |

| 15 stycznia 200510:40 | Southland | 19:14 | Waikato | Queenstown |
| 15 stycznia 200510:40 |           | 19:14 |         | Queenstown |

| 15 stycznia 200513:00 | Counties Manukau | 14:7 | Waikato | Queenstown |
| 15 stycznia 200513:00 |                  | 14:7 |         | Queenstown |

| 15 stycznia 200513:20 | Wellington | 26:26 | Southland | Queenstown |
| 15 stycznia 200513:20 |            | 26:26 |           | Queenstown |

| 15 stycznia 200516:20 | Wellington | 40:0 | Waikato | Queenstown |
| 15 stycznia 200516:20 |            | 40:0 |         | Queenstown |

| 15 stycznia 200516:40 | Counties Manukau | 24:12 | Southland | Queenstown |
| 15 stycznia 200516:40 |                  | 24:12 |           | Queenstown |

### Grupa D
| 15 stycznia 200511:00 | Hawke’s Bay | 34:5 | Manawatu | Queenstown |
| 15 stycznia 200511:00 |             | 34:5 |          | Queenstown |

| 15 stycznia 200511:20 | Auckland | 28:12 | North Otago | Queenstown |
| 15 stycznia 200511:20 |          | 28:12 |             | Queenstown |

| 15 stycznia 200513:40 | Hawke’s Bay | 40:0 | North Otago | Queenstown |
| 15 stycznia 200513:40 |             | 40:0 |             | Queenstown |

| 15 stycznia 200514:00 | Auckland | 38:0 | Manawatu | Queenstown |
| 15 stycznia 200514:00 |          | 38:0 |          | Queenstown |

| 15 stycznia 200517:00 | Manawatu | 26:17 | North Otago | Queenstown |
| 15 stycznia 200517:00 |          | 26:17 |             | Queenstown |

| 15 stycznia 200517:20 | Auckland | 28:17 | Hawke’s Bay | Queenstown |
| 15 stycznia 200517:20 |          | 28:17 |             | Queenstown |

## Faza pucharowa

### Cup
| 16 stycznia 2005 | Auckland | 42:14 | Northland | Queenstown |
| 16 stycznia 2005 |          | 42:14 |           | Queenstown |

### Plate
| 16 stycznia 2005 | Wellington | 36:22 | Hawke’s Bay | Queenstown |
| 16 stycznia 2005 |            | 36:22 |             | Queenstown |

### Bowl
| 16 stycznia 2005 | Otago | 29:19 | Canterbury | Queenstown |
| 16 stycznia 2005 |       | 29:19 |            | Queenstown |

### Shield
| 16 stycznia 2005 | Manawatu | 45:24 | North Otago | Queenstown |
| 16 stycznia 2005 |          | 45:24 |             | Queenstown |